# Fernando Molinos
Fernando Molinos Granada (Soria, 1 de agosto de 1950) es un exfutbolista, dirigente deportivo y abogado español. Como futbolista, jugaba de centrocampista y participó en la Primera División de España con el Real Zaragoza y el RCD Espanyol. Entre 2012 y 2013 fue presidente ejecutivo del Real Zaragoza.
Es el sexto jugador con más partidos oficiales disputados en la historia del Real Club Deportivo Espanyol (noviembre de 2022).

## Trayectoria
Hijo de Antonio Molinos Buisan, entrenador de fútbol y periodista deportivo, Fernando Molinos se destacó a lo largo de su carrera como centrocampista defensivo y marcador:

"Molinos juega habitualmente en cualquier puesto del centro del campo, tanto como hombre de cierre, como de volante de ataque. Es un jugador que corre los noventa minutos y que lo entrega todo en el campo. Se trata así pues de un peón de brega." El Mundo Deportivo.

"Yo asumía a perfección ese papel de perro de presa que me adjudicaron los técnicos. Es curioso, pero como juvenil el organizador del juego era yo. Y si mi papel se ha limitado a jugar simplemente como marcador ha sido porque no se me ha exigido otra cosa." Fernando Molinos.

Aunque se crio en Zaragoza, de donde era originaria su familia, Fernando Molinos nació en 1950 en Soria, porque en aquel momento su padre entrenaba al CD Numancia. Inició su carrera en el Real Zaragoza y tras pasar por el juvenil y el filial, debutó en Primera División el 18 de octubre de 1970, ante el Celta de Vigo. Esa campaña concluyó con el descenso del Real Zaragoza a Segunda División. Tras recuperar la categoría la siguiente temporada, jugó dos años más con los blanquillos, hasta que en abril de 1974 Manuel Meler le reclutó para el RCD Espanyol. Esa misma temporada debutó con la camiseta blanquiazul, disputando dos eliminatorias de la Copa del Generalísimo ante la UE Sant Andreu y el FC Barcelona.
Molinos permaneció en la disciplina del RCD Espanyol hasta colgar las botas, siendo capitán del equipo, en 1984. Fue titular prácticamente fijo durante sus diez años como periquito, participando en 264 partidos ligueros. Esta cifra le situaba, en el momento de su retiraba, como tercer jugador espanyolista con más presencias en la Primera División de España, por detrás de Antonio Argilés (300) y José María García (267). Además, disputó seis partidos europeos con la casaca blanquiazul, correspondientes a la Copa de la UEFA 1976-77.
Licenciado en Derecho y Ciencias Sociales, tras su retirada trabajó como abogado en Ibercaja. Siguió vinculado RCD Espanyol como presidente de la Agrupación de Veteranos, hasta que en enero de 1996 el entonces presidente del club, Francisco Perelló, le nombró director general y director deportivo de la entidad. Continuó en el cargo con el siguiente presidente, Daniel Sánchez Llibre, hasta renunciar voluntariamente en septiembre de 2001. En diciembre de 2009 el propio Sánchez Llibre lo reincorporó al club, ahora como miembro del Consejo de Administración, dentro de la Comisión Ejecutiva y el Área Deportiva.
Al margen del RCD Espanyol, ha sido directivo en la Federación Catalana de Fútbol y la Liga de Fútbol Profesional. En 2005 inauguró una escuela de fútbol que lleva su nombre, en colaboración con la Unió Esportiva Sitges, localidad barcelonesa donde reside. En 2012 el máximo accionista del Real Zaragoza, Agapito Iglesias, le nombró presidente ejecutivo del club aragonés. Molinos ejerció esta función hasta 2013, cuando renunció al cargo tras el descenso del equipo a Segunda División.

## Clubes
| Club             | País   | Año       |
| ---------------- | ------ | --------- |
| Deportivo Aragón | España | 1968-1970 |
| Real Zaragoza    | España | 1970-1974 |
| RCD Espanyol     | España | 1974-1984 |